# Lijst van schilderijen in het Centraal Museum/Anoniem
Lijst van schilderijen in het Centraal Museum met werken van anonieme kunstenaars. Vermeldingen in het grijs geven aan dat het werk geen deel meer uitmaakt van de collectie, bijvoorbeeld omdat het in bruikleen gegeven is aan een andere instelling of omdat het teruggegeven is aan de bruikleengever.
| Inventarisnummer | Toeschrijving                                                                            | Titel | Datering      | Afbeelding |
| ---------------- | ---------------------------------------------------------------------------------------- | --- | ------------- | ---------- |
| 31137            | Anoniem                                                                                  | Calvarieberg van Hendrik van Rijn | 1363          |            |
| 2558             | Anoniem                                                                                  | Apollo en Daphne | Ca. 1600      |            |
| 27037            | Anoniem                                                                                  | Kwartierstaat van Otto Wilhelm Philippus Falck | 1700-1800     |            |
| 27038            | Anoniem                                                                                  | Kwartierstaat van Rochus Kien | 1700-1800     |            |
| 691              | Anoniem                                                                                  | Naambord van het Chirurgijnsgilde | 1800-1811     |            |
| 31454            | Anoniem                                                                                  | Portret van Magdalena Maria Ram - Des Tombe | Ca. 1844-1900 |            |
| 30421            | Anoniem                                                                                  | Portret van Jan van Beers | Ca. 1875-1900 |            |
| 30099            | Anoniem                                                                                  | Portret van pater Gangulphus Bloetjes S.J. | Ca. 1900-1925 |            |
| 30100            | Anoniem                                                                                  | Portret van pater Joannes Jorna S.J. | Ca. 1924      |            |
| 9891             | Anoniem (Amsterdam)                                                                      | Portret van Wouter Valckenier Zie Portretten van Wouter Valckenier en Anna Maria Trip | 1666-1669     |            |
|                  | Anoniem (Amsterdam)                                                                      | Portret van een vrouw, vermoedelijk Anna Maria Trip Zie Portretten van Wouter Valckenier en Anna Maria Trip | 1670-1674     |            |
| 22021            | Anoniem (Frankrijk)                                                                      | Vruchtenstilleven | 1875-1900     |            |
| 31304            | Anoniem (Noordelijke Nederlanden)                                                        | Gedachtenistafel van de heren van Montfoort | Ca. 1400      |            |
| 2482             | Anoniem (Noordelijke Nederlanden)                                                        | Memorietafel van Heer Raas van Haamstede | Ca. 1455      |            |
| 18451            | Anoniem (Noordelijke Nederlanden)                                                        | Portret van Evert Zoudenbalch | Ca. 1491      |            |
| 14175            | Anoniem (Noordelijke Nederlanden)                                                        | Kruisiging met heiligen en stichters | Ca. 1500      |            |
| 12432            | Anoniem (Noordelijke Nederlanden)                                                        | Portret van Jacob van Driebergen | 1502          |            |
|                  | Anoniem (Noordelijke Nederlanden)                                                        | Portret van Paus Adrianus VI | Ca. 1520-1600 |            |
| 31199            | Anoniem (Noordelijke Nederlanden)                                                        | Drieluik met het laatste avondmaal | Ca. 1521      |            |
| 6078             | Anoniem (Noordelijke Nederlanden)                                                        | Rechterluik (binnenzijde) van een drieluik met de portretten van Lambert Snoy en Emmerentiana Snoy-Pauw en Petrus en Catharina Zie Rechterluik van het drieluik van de familie Snoy                                                                              | Ca. 1530      |            |
| 6324             | Anoniem (Noordelijke Nederlanden)                                                        | Rechterluik (buitenzijde) van een drieluik van de familie Snoy met de bespotting van Christus Zie Rechterluik van het drieluik van de familie Snoy | Ca. 1530      |            |
| 2479             | Anoniem (Noordelijke Nederlanden)                                                        | Portret van een man | 1533          |            |
| 11949 a          | Anoniem (Noordelijke Nederlanden)                                                        | De Prediking van Johannes de Doper | Ca. 1550      |            |
| 2476 A           | Anoniem (Noordelijke Nederlanden)                                                        | Linkerluik van het drieluik van de schuitenvoerders in de Sint Jacobskerk te Utrecht, met stichtersfiguren en heiligen Zie Zijluiken van het drieluik van de schuitenvoerders in de Sint Jacobskerk te Utrecht                                                   | Ca. 1550      |            |
| 2476 B           | Anoniem (Noordelijke Nederlanden)                                                        | Rechterluik van het drieluik van de schuitenvoerders in de Sint Jacobskerk te Utrecht, met stichtersfiguren en heiligen Zie Zijluiken van het drieluik van de schuitenvoerders in de Sint Jacobskerk te Utrecht                                                  | Ca. 1550      |            |
| 2473             | Anoniem (Noordelijke Nederlanden)                                                        | De liefdadigheidswerken van de armenpot van Sint Jacob (recto) het laatste oordeel (verso) | 1562          |            |
| 2474             | Anoniem (Noordelijke Nederlanden)                                                        | De uitzending van de twaalf discipelen | Ca. 1573      |            |
| 2470             | Anoniem (Noordelijke Nederlanden)                                                        | Memorietafel van de familie Borre van Amerongen met de voetwassing | Ca. 1585-1590 |            |
| 2467             | Anoniem (Noordelijke Nederlanden)                                                        | Portret van Aernout Cobbault Zie Portretten van Aernout Cobbault en Anna van Valckenburgh | 1588          |            |
| 2466             | Anoniem (Noordelijke Nederlanden)                                                        | Portret van Anna van Valckenburgh Zie Portretten van Aernout Cobbault en Anna van Valckenburgh | 1588          |            |
| 4189             | Anoniem (Noordelijke Nederlanden)                                                        | Portret van Dirck de Goyer | 1588          |            |
| 2465             | Anoniem (Noordelijke Nederlanden)                                                        | Portret van een man | Ca. 1600      |            |
|                  | Anoniem (Noordelijke Nederlanden)                                                        | Portret van een onbekende graaf of officier, vermoedelijk Jan de Oude, graaf van Nassau Zie Leeuwarden-reeks | Ca. 1609-1633 |            |
| 17782            | Anoniem (Noordelijke Nederlanden)                                                        | De kruisiging | 1612          |            |
| 2354             | Anoniem (Noordelijke Nederlanden)                                                        | Allegorie op de tirannie van de hertog van Alva in de Nederlanden | 1615          |            |
| 18055            | Anoniem (Noordelijke Nederlanden)                                                        | Portret van Paulus Voet | 1626          |            |
| 2293             | Anoniem (Noordelijke Nederlanden)                                                        | Portret van Cornelis Booth | Ca. 1626      |            |
| 2294             | Anoniem (Noordelijke Nederlanden)                                                        | Interieur van het Sint Catharinagasthuis te Utrecht | Ca. 1630      |            |
| 2468             | Anoniem (Noordelijke Nederlanden)                                                        | De Sint Salvatorkerk of Oudmunsterkerk te Utrecht | Ca. 1630      |            |
| 2469             | Anoniem (Noordelijke Nederlanden)                                                        | De Sint Salvatorkerk of Oudmunsterkerk te Utrecht met plattegrond | Ca. 1630      |            |
| 8987             | Anoniem (Noordelijke Nederlanden)                                                        | De geograaf | Ca. 1630      |            |
| 8888             | Anoniem (Noordelijke Nederlanden)                                                        | Portret van Jacob Harmensz. Veen en zijn echtgenote Hendrikje Egbertsz. Veen-Bisschop met hun kinderen | 1637          |            |
| 8887             | Anoniem (Noordelijke Nederlanden)                                                        | Portret van Marcus Mamuchet | 1638          |            |
| 11228            | Anoniem (Noordelijke Nederlanden)                                                        | Portret van een vrouw | Ca. 1640      |            |
| 18046            | Anoniem (Noordelijke Nederlanden)                                                        | Portret van Carel Martens Zie Portretten van Carel Martens en Jacoba Lampsins | 1643          |            |
| 18047            | Anoniem (Noordelijke Nederlanden)                                                        | Portret van Jacoba Lampsins Zie Portretten van Carel Martens en Jacoba Lampsins | 1643          |            |
| 6715             | Anoniem (Noordelijke Nederlanden)                                                        | Het Huis Voorn | Ca. 1645      |            |
| 2295             | Anoniem (Noordelijke Nederlanden)                                                        | De Wittevrouwenpoort met omgeving te Utrecht | Ca. 1649      |            |
| 2297             | Anoniem (Noordelijke Nederlanden)                                                        | Musicerend gezelschap | Ca. 1650      |            |
| 21954            | Anoniem (Noordelijke Nederlanden)                                                        | Drinkende en dobbelende mannen in een herberg | Ca. 1650      |            |
| 2353             | Anoniem (Noordelijke Nederlanden)                                                        | Portret van Gerard van Reede | Ca. 1650      |            |
| 2296             | Anoniem (Noordelijke Nederlanden)                                                        | Portret van Trijn van Leemput | Ca. 1650      |            |
| 18161            | Anoniem (Noordelijke Nederlanden)                                                        | Portret van Elisabeth van Winssen | 1650-1655     |            |
| 2347             | Anoniem (Noordelijke Nederlanden)                                                        | Johannes de Doper in de woestijn | 1650-1675     |            |
| 10034            | Anoniem (Noordelijke Nederlanden)                                                        | Portret van een geleerde in zijn studievertrek | 1650-1675     |            |
| 12209            | Anoniem (Noordelijke Nederlanden)                                                        | Italiaans berglandschap met badende vrouwen | 1650-1675     |            |
| 2299             | Anoniem (Noordelijke Nederlanden)                                                        | Kasteel Nijenrode aan de Vecht te Breukelen | 1650-1700     |            |
| 2352             | Anoniem (Noordelijke Nederlanden)                                                        | De presentatie in de tempel | 1650-1700     |            |
| 10017            | Anoniem (Noordelijke Nederlanden)                                                        | Interieur met poelierster | 1650-1700     |            |
| 10032            | Anoniem (Noordelijke Nederlanden)                                                        | Rivierlandschap | 1650-1700     |            |
| 2351             | Anoniem (Noordelijke Nederlanden)                                                        | Portret van de drieling De Reuver | 1660          |            |
| 2359             | Anoniem (Noordelijke Nederlanden)                                                        | Portret van een familie | 1660-1670     |            |
| 2350             | Anoniem (Noordelijke Nederlanden)                                                        | Portret van een meisje | 1660-1670     |            |
| 2349             | Anoniem (Noordelijke Nederlanden)                                                        | Portret van een man | 1660-1670     |            |
| 18041            | Anoniem (Noordelijke Nederlanden)                                                        | Portret van Elisabeth Reuffert | 1660-1670     |            |
| 9610 c           | Anoniem (Noordelijke Nederlanden)                                                        | Portret van Lodewyck Wachendorff Zie Portretten van Lodewyck Wachendorff en Johanna de Wildt | Ca. 1664      |            |
| 9610 d           | Anoniem (Noordelijke Nederlanden)                                                        | Portret van Johanna de Wildt Zie Portretten van Lodewyck Wachendorff en Johanna de Wildt | Ca. 1664      |            |
| 18025            | Anoniem (Noordelijke Nederlanden)                                                        | Portret van Elisabeth Voet | Ca. 1665      |            |
| 6471 a           | Anoniem (Noordelijke Nederlanden)                                                        | Portret van Johan van Reede | 1672-1673     |            |
| 2317             | Anoniem (Noordelijke Nederlanden)                                                        | Afkondiging van het nieuwe regeringsreglement te Utrecht in 1674 Zie Afkondiging van het nieuwe regeringsreglement te Utrecht en Ontvangst van Prins Willem III in de Statenkamer van Utrecht in 1674                                                            | 1674          |            |
| 2318             | Anoniem (Noordelijke Nederlanden)                                                        | Ontvangst van Prins Willem III in 1674 in de Statenkamer van Utrecht ter gelegenheid van zijn aanstelling tot erfstadhouder Zie Afkondiging van het nieuwe regeringsreglement te Utrecht en Ontvangst van Prins Willem III in de Statenkamer van Utrecht in 1674 | 1674          |            |
| 2394             | Anoniem (Noordelijke Nederlanden)                                                        | Apollo en Daphne | 1675-1700     |            |
| 2346             | Anoniem (Noordelijke Nederlanden) Naar een prent van Simone Cantarini                    | Rust op de vlucht naar Egypte | 1675-1700     |            |
| 2344             | Anoniem (Noordelijke Nederlanden)                                                        | Zeegezicht Zie Twee zeegezichten | 1675-1700     |            |
| 2345             | Anoniem (Noordelijke Nederlanden)                                                        | Zeegezicht Zie Twee zeegezichten | 1675-1800     |            |
| 2348             | Anoniem (Noordelijke Nederlanden)                                                        | Portret van een man met een medaillon | Ca. 1700      |            |
| 10045            | Anoniem (Noordelijke Nederlanden)                                                        | Panter | 1700-1800     |            |
| 2342             | Anoniem (Noordelijke Nederlanden)                                                        | Kindergroepje achter een balustrade | Ca. 1750      |            |
| 8891             | Anoniem (Noordelijke Nederlanden)                                                        | Portret van Joseph Elias van der Muelen Zie Portretten van Joseph Elias van der Muelen en Margaretha de Malapert | 1750-1760     |            |
| 8892             | Anoniem (Noordelijke Nederlanden)                                                        | Portret van Margaretha de Malapert Zie Portretten van Joseph Elias van der Muelen en Margaretha de Malapert | 1750-1760     |            |
| 10053            | Anoniem (Noordelijke Nederlanden)                                                        | Landschap met herder en kudde Zie Landschap met herder en kudde en Landschap met ruiter en zittende vrouw | 1750-1800     |            |
| 10054            | Anoniem (Noordelijke Nederlanden)                                                        | Landschap met ruiter en zittende vrouw Zie Landschap met herder en kudde en Landschap met ruiter en zittende vrouw | 1750-1800     |            |
| 10029            | Anoniem (Noordelijke Nederlanden)                                                        | Jongen in Romeins kostuum met hond | 1750-1850     |            |
| 10051            | Anoniem (Noordelijke Nederlanden)                                                        | Slagerij met vrouw aan het slachtersblok | 1750-1850     |            |
| 2292             | Anoniem (Noordelijke Nederlanden)                                                        | De lakenbereiding in zestien taferelen | Ca. 1760      |            |
| 8895             | Anoniem (Noordelijke Nederlanden)                                                        | Portret van Jaque Elie de Maleprade Zie Portretten van Jaque Elie de Maleprade en Henriette Visscher | 1760-1767     |            |
| 8896             | Anoniem (Noordelijke Nederlanden)                                                        | Portret van Henriette Visscher Zie Portretten van Jaque Elie de Maleprade en Henriette Visscher | 1760-1767     |            |
| 2509             | Anoniem (Noordelijke Nederlanden)                                                        | De Tolsteegpoort met omgeving te Utrecht | 1760-1770     |            |
| 2285             | Anoniem (Noordelijke Nederlanden)                                                        | De Maliebaan en Huis Bellevue te Utrecht | Ca. 1770      |            |
| 2286             | Anoniem (Noordelijke Nederlanden)                                                        | De Maliepoort en de Maliebrug te Utrecht | Ca. 1770      |            |
| 2341             | Anoniem (Noordelijke Nederlanden)                                                        | Portret van prins Willem V | Ca. 1770      |            |
| 2287             | Anoniem (Noordelijke Nederlanden)                                                        | De Weerdpoort met de Zandbrug te Utrecht | 1775-1785     |            |
| 27036            | Anoniem (Noordelijke Nederlanden)                                                        | Portret van Carel Gustaaf Falck | 1775-1785     |            |
| 2343             | Anoniem (Noordelijke Nederlanden)                                                        | Portret van een man | 1775-1800     |            |
| 10576            | Anoniem (Noordelijke Nederlanden)                                                        | Schoorsteen fragment en schoorsteenstuk: jachtstilleven met bloemen en vruchten | 1775-1800     |            |
| 13137            | Anoniem (Noordelijke Nederlanden)                                                        | Sopraporta: stilleven met bloemen | 1775-1825     |            |
| 2290             | Anoniem (Noordelijke Nederlanden)                                                        | Oefening van het excercitiegenootschap Pro Patria et Libertate op het grasveld van het Sterrebos te Utrecht | 1783-1787     |            |
| 2291             | Anoniem (Noordelijke Nederlanden)                                                        | Eedsaflegging op het regeringsreglement op de Neude te Utrecht op 12 oktober 1786 | 1786-1800     |            |
| 2316             | Anoniem (Noordelijke Nederlanden)                                                        | Eedsaflegging op het regeringsreglement op de Neude te Utrecht op 12 oktober 1786 | 1786-1800     |            |
| 2340             | Anoniem (Noordelijke Nederlanden)                                                        | Portret van Cornelis Govert Visscher | 1787-1790     |            |
| 8899             | Anoniem (Noordelijke Nederlanden)                                                        | Portret van Jan Hendrik van der Muelen | Ca. 1790      |            |
| 17178            | Anoniem (Noordelijke Nederlanden)                                                        | Portret van Johanna Catharina Gael Zie Portretten van Johanna Catharina Gael en Petrus Cunaeus | 1800-1810     |            |
| 17177            | Anoniem (Noordelijke Nederlanden)                                                        | Portret van Petrus Cunaeus Zie Portretten van Johanna Catharina Gael en Petrus Cunaeus | 1800-1810     |            |
| 2337             | Anoniem (Noordelijke Nederlanden)                                                        | Deurstuk: Jan Laurensz. Coster | 1800-1815     |            |
| 18053            | Anoniem (Noordelijke Nederlanden)                                                        | Portret van Hendrik Anton van Rappard | 1800-1815     |            |
| 22783            | Anoniem (Noordelijke Nederlanden)                                                        | Portret van een man | 1800-1820     |            |
| 2338             | Anoniem (Noordelijke Nederlanden)                                                        | Dessus-de-porte: mand met bloemen Zie Twee dessus-de-portes | 1800-1825     |            |
| 2339             | Anoniem (Noordelijke Nederlanden)                                                        | Dessus-de-porte: mand met vruchten Zie Twee dessus-de-portes | 1800-1825     |            |
| 22095            | Anoniem (Noordelijke Nederlanden)                                                        | Landschap | 1800-1825     |            |
| 15012            | Anoniem (Noordelijke Nederlanden)                                                        | Uithangbord met koeienkop | 1800-1900     |            |
| 18052            | Anoniem (Noordelijke Nederlanden)                                                        | Portret van Jan Hendrik Martin Martens Zie Portretten van Jan Hendrik Martin Martens en Susanna Amelia Testas | 1816-1828     |            |
| 18050            | Anoniem (Noordelijke Nederlanden)                                                        | Portret van Jacob Constantijn Martens van Sevenhoven Zie Portretten van Jacob Constantijn Martens van Sevenhoven en Susanna Jacoba Martens | 1826-1830     |            |
| 18051            | Anoniem (Noordelijke Nederlanden)                                                        | Portret van Susanna Jacoba Martens Zie Portretten van Jacob Constantijn Martens van Sevenhoven en Susanna Jacoba Martens | 1826-1830     |            |
| 18157            | Anoniem (Noordelijke Nederlanden)                                                        | Portret van Jacob Constantijn Martens van Sevenhoven Zie Portretten van Jacob Constantijn Martens van Sevenhoven en Susanna Jacoba Martens | 1826-1830     |            |
| 18158            | Anoniem (Noordelijke Nederlanden)                                                        | Portret van Susanna Jacoba Martens Zie Portretten van Jacob Constantijn Martens van Sevenhoven en Susanna Jacoba Martens | 1826-1830     |            |
| 12182            | Anoniem (Noordelijke Nederlanden)                                                        | Portret van een meisje | Ca. 1830      |            |
| 12957            | Anoniem (Noordelijke Nederlanden)                                                        | De Neude te Utrecht | Ca. 1830      |            |
| 26039            | Anoniem (Noordelijke Nederlanden)                                                        | Portret van Michael Anton Sinkel Zie Portretten van Michael Anton Sinkel en Anna Maria Agnes ten Brink | Ca. 1830      |            |
| 26040            | Anoniem (Noordelijke Nederlanden)                                                        | Portret van Anna Maria Agnes ten Brink Zie Portretten van Michael Anton Sinkel en Anna Maria Agnes ten Brink | Ca. 1830      |            |
| 8399 a           | Anoniem (Noordelijke Nederlanden)                                                        | Portret van Jan Hendrik Martin Martens Zie Portretten van Jan Hendrik Martin Martens en Susanna Amelia Testas | Ca. 1830      |            |
| 8399 b           | Anoniem (Noordelijke Nederlanden)                                                        | Portret van Susanna Amelia Testas Zie Portretten van Jan Hendrik Martin Martens en Susanna Amelia Testas | Ca. 1830      |            |
| 22041            | Anoniem (Nederland)                                                                      | Molen bij een dorp | 1825-1875     |            |
| 10037            | Anoniem (Nederland)                                                                      | Runderkop | 1830-1870     |            |
| 2336             | Anoniem (Nederland)                                                                      | Familiefeest | Ca. 1835      |            |
| 2284             | Anoniem (Nederland)                                                                      | De Catharijnesingel met de Catharijnepoort te Utrecht | Ca. 1840      |            |
| 8247             | Anoniem (Nederland)                                                                      | Portret van Nicolaas Beets | Ca. 1850      |            |
| 22096            | Anoniem (Nederland)                                                                      | Portret van een meisje | Ca. 1850      |            |
| 28039            | Anoniem (Nederland)                                                                      | Portret van Catharina Elisabeth Snoeck Zie Portretten van Catharina Elisabeth Snoeck en Jacobus Gerardus Broese | Ca. 1850      |            |
| 28038            | Anoniem (Nederland)                                                                      | Portret van Jacobus Gerardus Broese Zie Portretten van Catharina Elisabeth Snoeck en Jacobus Gerardus Broese | Ca. 1850      |            |
| 18722            | Anoniem (Nederland)                                                                      | Portret van een man Zie Portretten van een man en een vrouw | 1889          |            |
| 18723            | Anoniem (Nederland)                                                                      | Portret van een vrouw Zie Portretten van een man en een vrouw | 1890          |            |
| 18159            | Anoniem (Nederland)                                                                      | Portret van jhr. mr. Jacob Constantijn Martens van Sevenhoven Zie Portretten van Jacob Constantijn Martens van Sevenhoven en Susanna Jacoba Martens van Sevenhoven                                                                                               | 1900-1925     |            |
| 18160            | Anoniem (Nederland)                                                                      | Portret van Susanna Jacoba Martens van Sevenhoven Zie Portretten van Jacob Constantijn Martens van Sevenhoven en Susanna Jacoba Martens van Sevenhoven | 1900-1925     |            |
| 29696            | Anoniem (Nederland)                                                                      | Utrechtse politieagent | 1930-1939     |            |
| 2481             | Anoniem (Utrecht)                                                                        | Drieluik met de kruisiging | Ca. 1460      |            |
| 14541            | Anoniem (Utrecht)                                                                        | Fragment van een wandbespanning: boslandschap met fontein | 1700-1750     |            |
| 16232            | Anoniem (Utrecht)                                                                        | Fragment van een wandbespanning: boslandschap met dieren | 1700-1750     |            |
| 14739            | Anoniem (Utrecht)                                                                        | Landschap met windmolen | 1775-1825     |            |
| 27003            | Anoniem (Tsjecho-Slowakije)                                                              | Morgentoilet | Ca. 1935      |            |
| 18327            | Anoniem (Zuidelijke Nederlanden; schilder) en atelier van Jacob van Cothem (beeldhouwer) | Huisaltaar met de bewening van Christus; kruisdraging en kruisiging van Christus, verrijzenis van Christus (luiken) | Ca. 1515      |            |
| 6860             | Anoniem (Zuidelijke Nederlanden)                                                         | Maaltijd van de Heren van Liere te Antwerpen | 1523          |            |
| 2480             | Anoniem (Zuidelijke Nederlanden)                                                         | Madonna met kind | Ca. 1535      |            |
| 2478             | Anoniem (Zuidelijke Nederlanden)                                                         | Portret van Karel V | Ca. 1540      |            |
| 10052            | Anoniem (Zuidelijke Nederlanden)                                                         | De kruisiging | 1650-1700     |            |